# WASP-16
WASP-16 är en ensam stjärna i södra delen av stjärnbilden Jungfrun. Den har en skenbar magnitud av ca 11,31 och kräver ett teleskop för att kunna observeras. Baserat på parallax enligt Gaia Data Release 2 på ca 5,1 mas, beräknas den befinna sig på ett avstånd på ca 637 ljusår (ca 195 parsek) från solen. Den rör sig närmare solen med en heliocentrisk radialhastighet på ca -1 km/s.

## Egenskaper
Primärstjärnan WASP-16 är en solliknande gul till vit stjärna i huvudserien av spektralklass G3 V. Den har en massa som är ca 1,02 solmassa, en radie som är ca 0,95 solradie och har en effektiv temperatur av ca 5 700 K.

## Planetsystem
År 2009 publicerade projektet SuperWASP upptäckten av en exoplanet av typen het Jupiter vid stjärnan.
| Planet | Massa            | Halv storaxel (AE)  | Siderisk omloppstid (d)        | Excentricitet | Inklination | Radie |
| ------ | ---------------- | ------------------- | ------------------------------ | ------------- | ----------- | ----- |
| b      | 0,855 ± 0,059 MJ | 0,421 +0,001−0,0018 | 3,1186009 +0,0000146−0,0000131 | 0             | -           | -     |